# Clubul Sportiv de Fotbal Speranța Nisporeni
Il Clubul Sportiv de Fotbal Speranţa Nisporeni è una società calcistica moldava con sede nella città di Nisporeni, attiva dal 1991.
Dal 2015 gioca alla Divizia Națională, massima serie del calcio moldavo.

## Storia
Il club fu fondato nel 1991 e partecipò alla Divizia Națională 1992, prima edizione del campionato dopo l'indipendenza dall'Unione Sovietica concluso all'ottavo posto. Terminò la Divizia Națională 1993-1994 all'ultimo posto e fu retrocessa in Divizia A da dove venne promossa l'anno successivo. Disputò ulteriori tre campionati prima di venire nuovamente retrocessa, conclusa la stagione in seconda serie al quindicesimo posto e si sciolse. Negli anni 2000 si rifonda e nel 2010 cambia il nome in CSF Speranța Nisporeni.

## Statistiche

### Statistiche nelle competizioni UEFA
Tabella aggiornata alla fine della stagione 2019-2020.
| Competizione                  | Partecipazioni | G | V | N | P | RF | RS |
| ----------------------------- | -------------- | - | - | - | - | -- | -- |
| Coppa UEFA/UEFA Europa League | 1              | 2 | 0 | 0 | 2 | 0  | 9  |

## Palmarès

### Competizioni nazionali
- Divizia B: 1

2013-2014

### Altri piazzamenti
- Coppa di Moldavia:

Semifinalista: 2019-2020

## Organico

### Rosa 2019
| N. |                           | Ruolo | Calciatore              |
| -- | ------------------------- | ----- | ----------------------- |
| 1  | Moldavia (bandiera)       | P     | Denis Macogonenco       |
| 4  | Colombia (bandiera)       | C     | Dayron Mosquera         |
| 5  | Moldavia (bandiera)       | D     | Mihail Bolun            |
| 6  | Brasile (bandiera)        | D     | Bruno                   |
| 7  | Moldavia (bandiera)       | C     | Vlad Oprea              |
| 8  | Moldavia (bandiera)       | C     | Constantin Sandu        |
| 9  | Messico (bandiera)        | C     | Felipe Ponce Ramírez    |
| 10 | Moldavia (bandiera)       | A     | Ion Dragan              |
| 11 | Camerun (bandiera)        | D     | Fabrice Eloundou        |
| 14 | Moldavia (bandiera)       | A     | Constantin Iavorschi    |
| 17 | Costa d'Avorio (bandiera) | D     | Ichaka Tiehi            |
| 21 | Moldavia (bandiera)       | C     | Vladimir Titievschii    |
| 22 | Moldavia (bandiera)       | D     | Ștefan Efros (capitano) |
| 23 | Nigeria (bandiera)        | A     | Isah Yusuf              |

| N. |                       | Ruolo | Calciatore             |
| -- | --------------------- | ----- | ---------------------- |
| 31 | Moldavia (bandiera)   | D     | Ion Arabadji           |
| 34 | Russia (bandiera)     | P     | Daniil Avdyushkin      |
| 77 | Moldavia (bandiera)   | C     | Mihai Gabura           |
| 86 | Tagikistan (bandiera) | C     | Alisher Mirzoev        |
| 87 | Moldavia (bandiera)   | C     | Ruslan Chelari         |
| 93 | Moldavia (bandiera)   | A     | Maxim Iurcu            |
| 99 | Moldavia (bandiera)   | P     | Igor Mostovei          |
|    | Moldavia (bandiera)   | D     | Ion Digori             |
|    | Moldavia (bandiera)   | C     | Constantin Mandricenco |
|    | Moldavia (bandiera)   | C     | Alexandru Maxim        |
|    | Moldavia (bandiera)   | A     | Gheorghe Ciocoi        |
|    | Moldavia (bandiera)   | A     | Nicolai Porojniuc      |
|    | Colombia (bandiera)   | D     | Óliver Fula            |